# 基隆市仁愛區南榮國民小學
25°07′10″N 121°44′38″E / 25.119347°N 121.743915°E
基隆市仁愛區南榮國民小學（簡稱南榮國小）為臺灣基隆市仁愛區的一所國民小學，其源自1931年設立的「基隆第四公學校」。

## 校史
南榮國小最初是在1931年4月1日設立的「基隆第四公學校」，校地選址在基隆市石硬港185番地，學校的學區包含基隆港南岸的石硬港、崁子頂、暗街子、媽祖宮口、後井子、新店和部分的玉田；但因校舍尚未興建，學生暫時先借用基隆第一公學校的教室、舊基隆市役所廳舍上課。基隆第四公學校的校地原本包含國有、私有土地，在完成土地徵收和補償後，約在1931年9月開始進行整地工程。由於基隆的公學校、小學校都是以第一、第二等序號定名，基隆市役所為了避免學生家長將校名作為學校優劣的依據，於是在1933年4月將校名改以町名為名，基隆第四公學校因此改稱「瀧川公學校」，名稱來自當地的瀧川町。學校在興建過程中，曾因鄰近的山坡崩落，導致工程延期及變更設計，而後在1933年4月才完工並搬到新校舍。1941年4月1日，學校改制為「瀧川國民學校」，此時的地址為臺北州基隆市瀧川町62番地。
二戰後，學校改為「仁愛區第二國民學校」，在1946年2月改為「南榮國民學校」。1968年8月1日，因九年國民教育實施而改稱「南榮國民小學」，此時設有46班、學生2,362人。

## 交通
- 台鐵：三坑車站

- 基隆市公車：南榮國小站

## 歷任校長
日治時期
- 水澤宏一郎：1931年4月~1934年3月，原任基隆第一公學校訓導，後任羅東郡役所庶務課視學
- 武田靏八：1934年4月~1945年10月，原任松山公學校長

戰後
- 曾春木：1945年10月~1948年8月
- 陳德銓：1948年8月~1950年8月
- 曾春木：1950年8月~1955年8月
- 陳若昕：1955年8月~1969年12月
- 范坤元：1969年12月~1974年10月
- 王福才：1974年10月~1980年4月
- 陳載鏘：1980年4月~1988年8月
- 黃光榮：1988年8月~1990年3月
- 黃嘉雄：1990年3月~1990年8月（教育局課長代理）
- 劉清番：1990年8月~1994年2月
- 杜太昭：1994年2月~1994年8月（教育局督學代理）
- 陳勝義：1994年8月~1999年8月
- 朱憲瑾：1999年8月~2005年8月
- 楊坤祥：2005年8月~2012年8月
- 林維彬：2012年8月~2020年8月
- 曾敬棠：2020年8月~（現任）